# 2012–2013-as négysánc-verseny
A 2012–2013-as négysánc-verseny, a 2012–2013-as síugró-világkupa részeként került megrendezésre, melyet hagyományosan Oberstdorfban, Garmisch-Partenkirchenben (Németország), valamint Innsbruckban és Bischofshofenben (Ausztria) tartottak 2012. december 29. és 2013. január 6. között.
A torna győztese az osztrák Gregor Schlierenzauer lett, megelőzve a norvég Anders Jacobsent és Tom Hildét.

## Eredmények

### Oberstdorf
Schattenbergschanze HS 137

2012. december 30.
| Helyezés | Név                   | Nemzetiség  | 1. ugrás (m) | 2. ugrás (m) | Pontok | Összetett pontok | Világkupa összetett pontok |
| -------- | --------------------- | ----------- | ------------ | ------------ | ------ | ---------------- | -------------------------- |
| 1        | Anders Jacobsen       | Norvégia    | 138.0        | 139.0        | 308.6  | 308.6 (1)        | 246 (6)                    |
| 2        | Gregor Schlierenzauer | Ausztria    | 134.5        | 138.5        | 297.0  | 297.0 (2)        | 528 (1)                    |
| 3        | Severin Freund        | Németország | 138.5        | 135.5        | 290.8  | 290.8 (3)        | 490 (2)                    |
| 4        | Dmitrij Vassziljev    | Oroszország | 137.5        | 138.5        | 282.6  | 282.6 (4)        | 140 (17)                   |
| 5        | Tom Hilde             | Norvégia    | 135.5        | 138.5        | 281.3  | 281.3 (5)        | 159 (14)                   |

### Garmisch-Partenkirchen
Große Olympiaschanze HS 142

2013. január 1.
| Helyezés | Név                   | Nemzetiség    | 1. ugrás (m) | 2. ugrás (m) | Pontok | Összetett pontok | Világkupa összetett pontok |
| -------- | --------------------- | ------------- | ------------ | ------------ | ------ | ---------------- | -------------------------- |
| 1        | Anders Jacobsen       | Norvégia      | 131.0        | 143.0        | 277.7  | 586.3 (1)        | 346 (5)                    |
| 2        | Gregor Schlierenzauer | Ausztria      | 134.0        | 136.5        | 276.8  | 573.8 (2)        | 608 (1)                    |
| 3        | Anders Bardal         | Norvégia      | 136.5        | 135.5        | 267.2  | 534.1 (6)        | 370 (4)                    |
| 4        | Tom Hilde             | Norvégia      | 133.5        | 138.0        | 266.4  | 547.7 (3)        | 209 (11)                   |
| 5        | Maciej Kot            | Lengyelország | 134.5        | 135.0        | 265.7  | 363.1 (33)       | 97 (23)                    |

### Innsbruck
Bergiselschanze HS 130

2013. január 4.
| Helyezés | Név                   | Nemzetiség    | 1. ugrás (m) | 2. ugrás (m) | Pontok | Összetett pontok | Világkupa összetett pontok |
| -------- | --------------------- | ------------- | ------------ | ------------ | ------ | ---------------- | -------------------------- |
| 1        | Gregor Schlierenzauer | Ausztria      | 131.5        | 123.0        | 253.7  | 827.5 (1)        | 708 (1)                    |
| 2        | Kamil Stoch           | Lengyelország | 124.5        | 123.0        | 240.9  | 767.0 (6)        | 239 (10)                   |
| 3        | Anders Bardal         | Norvégia      | 125.0        | 120.0        | 235.4  | 769.5 (5)        | 430 (3)                    |
| 4        | Severin Freund        | Németország   | 125.0        | 120.5        | 234.4  | 777.1 (4)        | 556 (2)                    |
| 5        | Peter Prevc           | Szlovénia     | 124.0        | 121.5        | 232.3  | 744.7 (9)        | 233 (12)                   |

### Bischofshofen
Paul-Ausserleitner-Schanze HS 142

2013. január 6.
| Helyezés | Név                   | Nemzetiség    | 1. ugrás (m) | 2. ugrás (m) | Pontok | Összetett pontok | Világkupa összetett pontok |
| -------- | --------------------- | ------------- | ------------ | ------------ | ------ | ---------------- | -------------------------- |
| 1        | Gregor Schlierenzauer | Ausztria      | 133.0        | 137.5        | 272.7  | 1100.2 (1)       | 808 (1)                    |
| 2        | Anders Jacobsen       | Norvégia      | 131.5        | 139.0        | 270.4  | 1087.2 (2)       | 462 (4)                    |
| 3        | Stefan Kraft          | Ausztria      | 131.0        | 131.0        | 261.3  | 480.2 (40)       | 68 (32)                    |
| 4        | Kamil Stoch           | Lengyelország | 131.0        | 131.5        | 260.2  | 1027.2 (4)       | 289 (8)                    |
| 5        | Anders Bardal         | Norvégia      | 130.0        | 130.0        | 257.3  | 1026.8 (5)       | 475 (3)                    |

## Végeredmény
Összetett végeredmény
| Helyezés | Név                   | Nemzetiség    | Oberstdorf | Garmisch- Partenkirchen | Innsbruck  | Bischofshofen | Pontok |
| -------- | --------------------- | ------------- | ---------- | ----------------------- | ---------- | ------------- | ------ |
| 1        | Gregor Schlierenzauer | Ausztria      | 297.0 (2)  | 276.8 (2)               | 253.7 (1)  | 272.7 (1)     | 1100.2 |
| 2        | Anders Jacobsen       | Norvégia      | 308.6 (1)  | 277.7 (1)               | 230.5 (7)  | 270.4 (2)     | 1087.2 |
| 3        | Tom Hilde             | Norvégia      | 281.3 (5)  | 266.4 (4)               | 230.6 (6)  | 250.9 (9)     | 1029.2 |
| 4        | Kamil Stoch           | Lengyelország | 264.3 (13) | 261.8 (6)               | 240.9 (2)  | 260.2 (4)     | 1027.2 |
| 5        | Anders Bardal         | Norvégia      | 266.9 (11) | 267.2 (3)               | 235.4 (3)  | 257.3 (5)     | 1026.8 |
| 6        | Michael Neumayer      | Németország   | 274.6 (8)  | 246.1 (21)              | 224.5 (13) | 251.5 (8)     | 996.7  |
| 7        | Dmitrij Vassziljev    | Oroszország   | 282.6 (4)  | 261.8 (6)               | 197.5 (30) | 252.9 (7)     | 994.8  |
| 8        | Peter Prevc           | Szlovénia     | 259.8 (18) | 252.6 (10)              | 232.3 (5)  | 245.2 (15)    | 989.9  |
| 9        | Andreas Wellinger     | Németország   | 272.4 (10) | 253.0 (9)               | 220.1 (21) | 243.2 (19)    | 988.7  |
| 10       | Martin Schmitt        | Németország   | 263.6 (16) | 252.0 (14)              | 225.4 (12) | 239.8 (24)    | 980.8  |